# Knut Lilliehöök
Knut Lilliehöök af Fårdala, född 14 november 1603, död 1664, var en svensk adelsman och landshövding.

## Biografi
Knut Lilliehöök af Fårdala föddes 1603. Han var son till riksrådet Nils Andersson (Lilliehöök) och Brita Hand. Lilliehöök blev 1625 häradshövding i Vaksala härad och var från 1628 till 1629 ryttmästare vid Västgöta kavalleriregemente. Han blev 1629 pliktfälld för uteblivande från riksdagen, blev 12 februari 1642 tillförordnad ryttmästare över adels rusttjänst och var 31 mars 1642 häradshövding i Vartofta härad. Lilliehöök blev 7 april 1642 landshövding i Nylands län och 3 juli 1642landshövding i Åbo län och på Åland, med avsked 19 april 1648. Han avled 1664.

### Egendom
Lilliehöök ägde Tråvad i Tråvads socken, Klagstorps herrgård i Kyrketorps socken och Mosseberg i Sandhems socken.
Han bortbytte 12 februari 1642 Bönered mot Loringe med Christian Bååt.

### Familj
Lilliehöök var gift med sin fars syssling Elisabet Ribbing (1595–1662), dotter till riksskattmästaren Seved Ribbing och anna Gyllenstierna. De fick tillsammans barnen Seved Lilliehöök och överstelöjtnanten Nils Lilliehöök (1630–1692) vid Västgöta kavalleriregemente.